# Amerungen
Amerungen ist eine Wüstung des Soratfelds in der Feldmark des Dorfes Husen, Stadt Lichtenau.

## Lage
Amerungen liegt 2,7 km westlich von Holtheim. Vom Zusammenfluss von Altenau und Holtheimer Bach lagen die Höfe bis zur Amerunger Kapelle zerstreut.

## Geschichte
Amerungen wurde zuerst 1179 schriftlich erwähnt. Die bisherigen Lesefunde an Keramik enden im 13. Jahrhundert.
Dort hatten verschiedene Grundherren Besitz. Das Busdorfstift, das Kloster Hardehausen, die Herren von Asseburg, die Herren von Brakel und die Herren von Calenberg hatten hier, teils zu unterschiedlichen Zeiten, Besitz. Schließlich erwarb das Kloster Dalheim den größten Teil des schon wüsten Amerungen.
Um 1430 wurden die Grenzen des wüsten Amerungen bei einer Grenzbegehung mit alten Leuten wieder festgestellt.
Von Amerungen zeugen noch die Flurbezeichnung Amerunger Feld und die Amerunger Kapelle.

## Freistuhl
In Amerungen lag ein Freistuhl des Freigerichts der Herren von Calenberg im Soratfeld, den diese von den Grafen von Waldeck zu Lehen hatten. Es wird davon ausgegangen, dass der Freistuhl bei dem in den Quellen genannten Lindenhoff lag.

## Kirche
In Amerungen soll eine Pfarrkirche gestanden haben. 1430 wird sie letztmals als existent erwähnt, 1502 stand sie nicht mehr.
An ihrer Stelle soll die St.-Annen-Kapelle, auch Amerunger Kapelle genannt, errichtet worden sein. Diese verfiel, so dass sie 1669 von Fürstbischof Ferdinand von Fürstenberg neu errichtet werden musste. Einst am Annentag, heute am ersten Sonntag im August, ist sie jährlich das Ziel von Prozessionen.
Häufig wird heute in einer bei der Flur Kirchplätze in der Wüstung Sewardissen vor 1870 entdeckten Kirche die Amerunger Kirche vermutet. Allerdings ist die Lage von Amerungen vom Zusammenfluss von Holtheimer Bach und Altenau bis zur St.-Annen-Kapelle, wie auch die Lage von Sewardissen nördlich des Sassenbergs, sicher bezeugt. Zudem wurden bei der Amerunger Kapelle, die am Rand von Amerungen in Richtung auf Sewardissen liegt, Bestattungen nachgewiesen, wie sie bei Pfarrkirchen zu erwarten sind, während in Sewardissen Skelettfunde fehlen.

## Weitere Wüstungen bei Amerungen

### Gulse
Das 1250 erstmals erwähnte Gulse lag 700 m unterhalb von Amerungen an der Altenau. Schon ab 1300 wird der Ort nicht mehr erwähnt, so dass vermutet wird, er sei mit Amerungen verschmolzen. Sein Name blieb in der 1830 aufgelassenen Günselmühle erhalten. Ihre Ruinen waren noch 1935 zu sehen. 1445 erwarb das Kloster Dalheim Gulse vom Kloster Hardehausen, das seit dem 13. Jahrhundert hier Besitz hatte.

### Elverssen
Elverssen lag 1 km oberhalb von Amerungen an der Altenau. Auch hier ist die Existenz einer Mühle bezeugt.